# Beaugeay
Beaugeay é uma comuna francesa na região administrativa da Nova Aquitânia, no departamento de Charente-Maritime. Estende-se por uma área de 14,51 km². Em 2010 a comuna tinha 793 habitantes (densidade: 54,7 hab./km²).